# Hexacen
Hexacenul este o acenă formată din șase nuclee benzenice condensate liniar, cu formula chimică C26H16.
Hexacenul este foarte instabil, fiind foarte reactiv în pozițiile 6 și 15 datorită localizării electronului pi.  Hexacenul și derivații săi sunt cercetați pentru că ar putea fi folosiți ca semiconductori organici.
Prima sinteză a hexacenului a fost realizată în 1939.  În 1955, compusul a fost sintetizat prin dehidrogenarea hexacosadehidrohexacenului prin metoda paladiului pe carbon.  În 1982 s-a descoperit că hexacenul este un compus verde-albăstrui care se descompune la 380°C. 